# William Lenthall
William Lenthall (Henley-on-Thames, 1591 – Burford, 3 settembre 1662) è stato un politico inglese, speaker della Camera dei comuni durante la guerra civile inglese e il dominio di Oliver Cromwell.

## Biografia
Apparteneva alla piccola nobiltà dell'Oxfordshire, e fino al 1640 fu avvocato. Alla convocazione del Corto Parlamento nel 1640 vi entrò come rappresentante di Woodstock, e alla creazione del Lungo Parlamento nel 1640 venne nominato da re Carlo I d'Inghilterra speaker della Camera dei comuni, incarico che mantenne fino al 1653, salvo una breve interruzione nel 1647. Ricoprì poi la posizione in maniera saltuaria fino al 1660.
La sua nomina fu probabilmente dovuta al suo temperamento timido e mansueto, tanto che molti lamentarono il suo scarso controllo delle sedute parlamentari.
Tuttavia, quando nel 1642 Carlo I tentò di esautorare il Parlamento irrompendovi con degli armati per arrestarne alcuni membri, Lenthall si oppose al re, rifiutando di consegnare i ricercati, e allo scoppio della guerra civile inglese si schierò dalla parte del Parlamento.
Il 30 luglio 1647 una folla inferocita irruppe nel Parlamento di Londra e chiese a gran voce il ritorno del re, cacciando Lenthall e gli altri deputati parlamentari; fuggito dalla capitale, una settimana più tardi vi rientrò con un esercito e venne reistallato nella propria carica.
Durante il dominio di Oliver Cromwell rimase membro di spicco dell'amministrazione inglese, pur disapprovando gli eccessi parlamentari e mantenendosi moderatamente monarchico. In assenza di un re e non riconoscendo Cromwell come legittimo capo di Stato inglese dell'epoca, in quanto speaker dei Comuni Lenthall era l'effettiva prima carica del regno per importanza, anche se non esercitò mai alcun potere reale.
Consapevole di ciò, dopo aver sciolto il Parlamento nel 1653 Cromwell lo tenne lontano dalla politica, blandendolo con vaghe promesse di conferirgli un titolo nobiliare.
Alla caduta di Richard Cromwell nel 1659 venne richiamato a guidare la Camera dei comuni e assunse di fatto il controllo della politica inglese, preparando il terreno al rientro di Carlo II d'Inghilterra e appoggiando George Monck, I duca di Albemarle nel suo tentativo di restaurazione monarchica.
Per ottenere il favore del nuovo re gli inviò 3000 sterline in dono, ma senza alcun effetto. Inizialmente era stato incluso nelle liste di proscrizione volute dal re Stuart, ma l'intercessione di Monck riuscì a salvargli la vita; dopo aver quindi testimoniato nel processo contro il regicida Thomas Scot, contribuendo significativamente alla sua condanna a morte, poté quindi scampare alle persecuzioni regie anti-cromwelliane grazie all'inclusione nell'Indemnity and Oblivion Act del 1660, a patto di ritirarsi dalla vita pubblica e non accettare mai più una carica politica, pena la revoca dell'amnistia.
Per salvarsi si ritirò dunque a vita privata nel villaggio di Burford, dove morì nel 1662. Conscio di avere una pessima reputazione presso i contemporanei e di essere considerato un traditore della causa parlamentare, volle che sulla sua tomba venisse incisa solo una frase, vermis sum ("sono un verme").